# Gmina Table Mound

Położenie Gminy Table Mound w hrabstwie Dubuque

Gmina Table Mound (ang. Table Mound Township) – gmina w USA, w stanie Iowa, w hrabstwie Dubuque. Według danych z 2000 roku gmina miała 3617 mieszkańców, a jej powierzchnia wynosi 88,8 km².